# Kovalivka, Mala Vîska
Kovalivka (în ucraineană Ковалівка) este un sat în comuna Mareanivka din raionul Mala Vîska, regiunea Kirovohrad, Ucraina.

## Demografie
Componența lingvistică a localității Kovalivka
     Ucraineană (100%)
Conform recensământului din 2001, toată populația localității Kovalivka era vorbitoare de ucraineană (100%).